# Tour d'Érythrée 2001
Le Tour d'Érythrée 2001, officiellement Giro d'Eritrea, est la 2e édition du Tour d'Érythrée et a lieu en 2001, 55 ans après la première édition. 

## Déroulement
Le Tour est mis en place 10 ans après l'indépendance du pays et 55 ans après la première édition, dans laquelle n'avait parcouru que des coureurs italiens. Composé de dix étapes, c'est l'érythréen Habte Weldesimon qui remporte l'édition. Le cyclisme étant l'un des sports les plus appréciés d'Érythrée, les citoyens étaient ravis du retour de la doyenne africaine.